# Every You Every Me
«Every You Every Me» es un sencillo de la banda de rock alternativo británico Placebo, de su segundo álbum, Without You I'm Nothing. Alcanzó el número 11 en el UK Singles Chart. La letra fue escrita por Brian Molko y Paul Campion, cantante de la banda AC Acoustics.
El sencillo fue presentado en el soundtrack de Cruel Intentions. Hay dos versiones del video, ambos filmados en vivo en la Academia Brixton de Londres, se incluye clips de la película Cruel Intentions, el otro no. Hay dos grabaciones ligeramente diferentes de la canción, la versión única, que es también en el álbum Once More with Feeling, y la versión del álbum Without You I'm Nothing.

## Lista de canciones

### CD1
| N.º | Título                                                          | Duración |  |
| 1.  | «Every You Every Me» (single mix)                               | 3:35     |  |
| 2.  | «Nancy Boy (Blue Amazon mix)»                                   | 11:29    |  |
| 3.  | «Every You Every Me (Infected by the Scourge of the Earth mix)» | 3:57     |  |

### CD2
| N.º | Título                                                  | Duración |  |
| 1.  | «Every You Every Me» (álbum versión)                    | 3:34     |  |
| 2.  | «Every You Every Me (Sneaker Pimps version)»            | 5:08     |  |
| 3.  | «Every You Every Me (Brothers in Rhythm Glam Club mix)» | 9:54     |  |